# Linea di trasferimento
Una linea di trasferimento è un sistema di produzione che consiste in una sequenza predeterminata di macchine collegate da un sistema automatizzato di movimentazione dei materiali e progettate per lavorare su una famiglia di componenti molto piccola. Le parti possono essere spostate singolarmente perché non è necessario avere dei lotti di produzione quando si trasportano parti tra le stazioni di processo (al contrario di un'officina, ad esempio). La linea può essere sincrona, il che significa che tutte le parti avanzano alla stessa velocità, o asincrone, il che significa che esistono buffer tra le stazioni in cui le parti attendono di essere elaborate. Non tutte le linee di trasferimento devono essere geometricamente rette, ad esempio sono state sviluppate soluzioni circolari che fanno uso di tavole rotanti, tuttavia l'uso di buffer diventa quasi impossibile. 

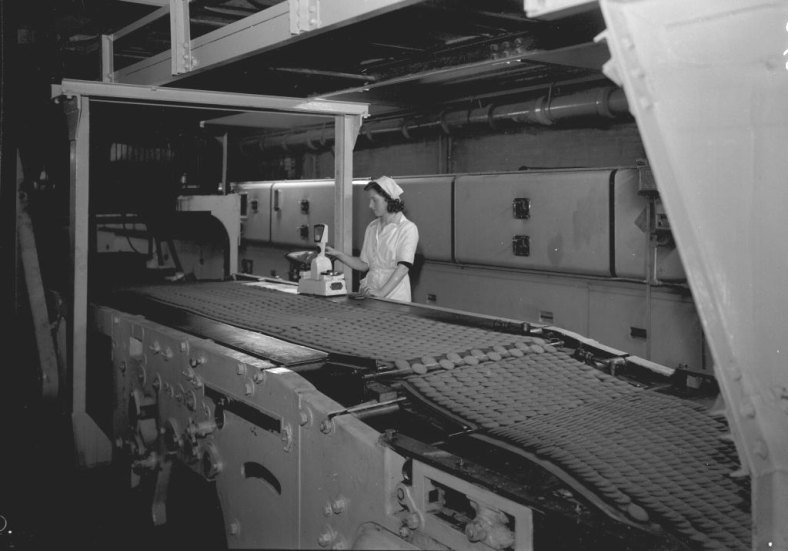
Linea di trasferimento di biscotti Wright : flusso di produzione senza lotti

Un problema cruciale per questo sistema di produzione è quello del bilanciamento della linea: un compromesso tra l'aumento di produttività e la riduzione al minimo dei costi, mantenendo il tempo totale di elaborazione. 

## Vantaggi
- Facile gestione: bassi lavori in corso e programmazione senza elaborazione simultanea di prodotti diversi.
- Bassa necessità di manodopera.
- Meno spazio necessario (confronta con l'officina).
- Minore variabilità dell'output: nessun ciclo tecnologico alternativo e controllo di qualità sono più efficaci (meno WIP e più facili da automatizzare).
- Elevata saturazione del sistema: minore variabilità del mix di produzione.
- Tempi di consegna rapidi.
- È possibile un elevato volume di produzione.

## Svantaggi
- Flessibilità molto bassa.
- Rischio di obsolescenza: a causa dell'introduzione di nuovi prodotti.
- Elevata vulnerabilità ai guasti: un guasto in una singola macchina blocca l'intero sistema in brevissimo tempo.